# Dmochy-Glinki
Dmochy-Glinki – wieś w Polsce położona w województwie podlaskim, w powiecie wysokomazowieckim, w gminie Czyżew.
| SIMC    | Nazwa         | Rodzaj    |
| ------- | ------------- | --------- |
| 0396140 | Dmochy-Bąbole | część wsi |

Do 1948 roku miejscowość należała do gminy Dmochy-Glinki. W latach 1975–1998 miejscowość administracyjnie należała do województwa łomżyńskiego.
Wierni kościoła rzymskokatolickiego należą do parafii św. Apostołów Piotra i Pawła w Czyżewie.

## Historia
W roku 1578 Krzeczkowo Dmochy, Przeczki Dmochy i Łętowo Dmochy znajdowały się w parafii Czyżewo. Powierzchnia ziemi rolnej w Krzeczkowie wynosiła 21 łanów, we wsi 8 zagród. W Przeczkach 7 łanów ziemi, w Łętowie 16 ¾, w Dmochach Markach 3 łany.
W roku 1827 wieś w składzie okolicy szlacheckiej Dmochy, należącej do parafii Andrzejów:
- Dmochy-glinki, 12 domów i 78. mieszkańców
- Dmochy-kąbórki, 2 domy i 8. mieszkańców
- Dmochy-kudły, 3 domy i 21. mieszkańców
- Dmochy-marki, 3 domy i 15. mieszkańców
- Dmochy-mrozy, 7 domów i 56. mieszkańców. Pod koniec XIX w. 9 domów i 53. mieszkańców
- Dmochy-przeczki, 6 domów i 39. mieszkańców
- Dmochy-radzanki, 7 domów i 56. mieszkańców
- Dmochy-sadły, 4 domy i 31. mieszkańców. Pod koniec XIX w. 2 domy i 29. mieszkańców
- Dmochy-wochy, 12 domów i 60. mieszkańców. Pod koniec XIX w. 13 domów i 98. mieszkańców
- Dmochy-wypychy, 14 domów i 83. mieszkańców

W pobliżu Dmochy-bombole liczące 2 domy i 8. mieszkańców.
Pod koniec XIX w. miejscowość siedzibą Gminy Dmochy-Glinki. Należała do powiatu ostrowskiego, gmina Dmochy-Glinki, parafia Czyżewo. Po obu stronach rzeki Brok folwark, który z attynencyą we wsiach: Dmochy Wypychy i Dąbrowa-Modzele, posiadał powierzchnię 548. morgów. W folwarku 20 drewnianych budynków, młyn wodny w osadzie młynarskiej zwanej Czyżewo-Bąbole, osada karczemna, młyn konny deptak i cegielnia.
W 1921 r. wyszczególniono:
- wieś Dmochy-Glinki. Było tu 21 budynków z przeznaczeniem mieszkalnym oraz 132. mieszkańców (63. mężczyzn i 69 kobiet). Wszyscy podali narodowość polską
- folwark Dmochy-Glinki, gdzie znajdowały się 3 budynki mieszkalne z 43. mieszkańcami (17. mężczyzn i 26 kobiet). Narodowość polską podało 40 osób, a 3 żydowską[10].

## Obiekty zabytkowe
- krzyż przydrożny, żeliwny z 1895 r.[11]